# Anastatus magnoculus
Anastatus magnoculus is een vliesvleugelig insect uit de familie Eupelmidae. De wetenschappelijke naam is voor het eerst geldig gepubliceerd in 2004 door Askew.